# Кусджита
Ку́сджита (осет. Къусджытæ, груз. კოშკი — Кошки) — село в Дзауском районе Южной Осетии на правом берегу Большой Лиахвы.

## Состав
- Верхняя Кусджита (осет. Уæллаг Къусджытæ, груз. ზემო კოშკი — Земо-Кошки)
- Нижняя Кусджита осет. Дæллаг Къусджытæ, груз. ქვემო კოშკი — Квемо-Кошки)

## История
Из исследований Григория Чурсина (осет. Чурсин, Филиппы фырт Григорий):
Относительно заселения Южной Осетии в памяти народной сохранились следующие предания, записанные нами в сел. Кусджита (Кошки) со слов 94-летнего Макси Содтиева. В район Кусджита первым пришел с севера Урызмаг со своим братом Корти.

Урызмаг поселился здесь, и у него родился сын Гаглой, от которого пошел род Гаглоевых. Затем родились Габара и Санако. Габара поселился потом в Мзивском ущелье, а Санако (от него пошел род Санакоевых) — в Джаве. Место поселения Урызмага от слов «куст» — бойница стало называться Кусджита, грузины же называли его «Кошки» — башня, и под этим названием оно значится на карте.
По другой версии название произошло от обозначения Чаши в осетинском языке.
В ноябре 1804 года село было полностью сожжено кавказским наместником Цициновым (Цицишвили)

## Известные уроженцы
- Гаглоева, Зинаида Александровна (1915—1987) — осетинская актриса, народная артистка Грузинской ССР

## Топографические карты
- Лист карты K-38-53 пер. Крестовый. Масштаб: 1 : 100 000. Состояние местности на 1987 год. Издание 1989 г.